# Dragon Con
Dragon Con (auparavant Dragon*Con et parfois DragonCon) est une convention généraliste ayant lieu chaque année à Atlanta en Géorgie depuis 1987.